# Supercopa grega de futbol
La Supercopa grega de futbol va ser una competició que es disputava a Grècia
i que enfrontava anualment al campió de la Lliga grega de futbol i de la Copa grega de futbol. Es disputava a l'inici de la temporada futbolística grega,
a l'estadi Olímpic d'Atenes. La competició deixà de disputar-se l'any 1996.

## Supercopa

### Historial
| Temporada | Campió                                                       | Resultat                                                     | Finalista                                                    | Estadi                                                       |
| --------- | ------------------------------------------------------------ | ------------------------------------------------------------ | ------------------------------------------------------------ | ------------------------------------------------------------ |
| 1980      | Olympiakos FC                                                | 4-3                                                          | Kastoria FC                                                  | Geórgios Karaiskakis, El Pireu                               |
| 1987      | Olympiakos FC                                                | 1 - 0                                                        | OFI Kriti                                                    | Olimpiako Stadio, Atenes                                     |
| 1988      | Panathinaikos FC                                             | 3 - 1                                                        | AE Larisa                                                    | Olimpiako Stadio, Atenes                                     |
| 1989      | AEK Athinai                                                  | 1 - 1 (pen)                                                  | Panathinaikos FC                                             | Olimpiako Stadio, Atenes                                     |
| 1990      | no es disputà, en el seu lloc es disputà la Copa de la Lliga | no es disputà, en el seu lloc es disputà la Copa de la Lliga | no es disputà, en el seu lloc es disputà la Copa de la Lliga | no es disputà, en el seu lloc es disputà la Copa de la Lliga |
| 1991      | no es disputà                                                | no es disputà                                                | no es disputà                                                | no es disputà                                                |
| 1992      | Olympiakos FC                                                | 3 - 1                                                        | AEK Athinai                                                  | Olimpiako Stadio, Atenes                                     |
| 1993      | no es disputà                                                | no es disputà                                                | no es disputà                                                | no es disputà                                                |
| 1994      | Panathinaikos FC                                             | 1 - 0                                                        | AEK Athinai                                                  | Olimpiako Stadio, Atenes                                     |
| 1995      | Panathinaikos FC                                             | 3 - 0                                                        | AEK Athinai                                                  | Olimpiako Stadio, Atenes                                     |
| 1996      | AEK Athinai                                                  | 1 - 1 (pen)                                                  | Panathinaikos FC                                             | Geórgios Karaiskakis, El Pireu                               |
| 2007      | Olympiakos FC                                                | 1-0                                                          | Larissa FC                                                   | Geórgios Karaiskakis, El Pireu                               |

### Palmarès
- Olympiakos 4:1980, 1987, 1992,2007
- Panathinaikos 3: 1988, 1994, 1995
- AEK Atenes 2: 1989, 1996

## Copa de la Lliga
| Temporada | Campió      | Resultat | Finalista     | Estadi                   |
| --------- | ----------- | -------- | ------------- | ------------------------ |
| 1990      | AEK Athinai | 3 - 2    | Olympiakos FC | Olimpiako Stadio, Atenes |